# Аристотелис Варсамис
Аристотелис Варсамис (на гръцки: Αριστοτέλης Βαρσάμης) е гръцки иконописец и светски художник.

## Биография
Аристотелис Варсамис е роден в 1942 година в гревенското село Мавронорос, Гърция. В 1954 - 1962 година учи на Закинтос при Христос Русеас. В 1973 година в Трикала се запознава с иконографа Емануил Албанис, при когото учи две години. Връща се и работи в Гревена. Автор е на живописта в много църкви в района. Варсамис изписва олтарното пространство (без Света Богородица Ширшая небес, която е на Манолис Янусис) и пространството около входа и женската църква на гревенската катедрала „Свети Ахил и Свето Благовещение Богородично“.